# 이현숙 (울산광역시의원)
이현숙(李賢淑, 1964년 9월 9일~)은 대한민국의 정치인이다. 사회 운동가 출신의 정치인으로, 민주노동당 당무위원, 울산광역시의회 제4대 울산광역시의원 등을 역임하였다.

## 학력
- 울산여자상업고등학교 졸업(1983년 2월)

## 경력
- 참교육학부모협회 울산지부 울산의자문위원회 자문위원
- 울산광역시 시의정 평가위원회 자체지역평가위원
- 울산광역시 문화상 심의위원회 심의위원
- 울산광역시 미술장식 심의위원회 심의위원
- 울산여성포럼 운영위원회 운영위원
- 울산노동상담소 상근활동 담당 사무국 국장
- 울산북부생협 감사국 국장
- 임투지원본부 상근활동 담당 사무국 국장
- 울산노동조합협의회(준) 문화ㆍ여성담당 업무국 국장
- 신나는 교육을 여는 사람들 대표위원장
- 송정초등학교 운영위원회 운영위원장
- 평등세상을 여는 울산여성들 대표위원장
- 2002년 민주노동당 당무위원(2002년 2월 6일 민주노동당 입당)
- 민주노동당 당무위원 겸 동당 울산광역시당위원회 여성분과위원장
- 민주노동당 당무위원 겸 동당 선출공직자 일동 상무친선도모협력동우회장
- 민주노동당 당무위원 겸 동당 선출공직자협의회 의장
- 2006.07~2009.06 제4대 울산광역시의회 초선 시의회의원
- 2006.07~2008.07 제4대 울산광역시의회 전반기 내무위원회 내무위원
- 2006.07~2008.07 제4대 울산광역시의회 전반기 의회운영위원회 시의회운영위원
- 2006.07~2008.07 제4대 울산광역시의회 전반기 예산결산특별위원회 예산결산특별위원
- 2008.07~2008.11 제4대 울산광역시의회 후반기 내무위원회 내무위원
- 2008.07~2008.11 제4대 울산광역시의회 후반기 의회운영위원회 시의회운영위원
- 2008.07~2008.11 제4대 울산광역시의회 후반기 예산결산특별위원회 예산결산특별위원
- 2008년 11월 12일, 제4대 울산광역시의회 초선 시의회의원 직을 사퇴
- 2008년 11월 19일, 민주노동당 탈당
- 2009년 8월 6일 진보신당 입당
- 2009년 진보신당 당무위원
- 2011년 8월 9일, 진보신당 탈당
- 2011년 11월 29일, 새진보통합연대 입당
- 2011년 새진보통합연대 당무위원
- 2011년 12월 6일 합당 이후 통합진보당 당무위원
- 2012년 8월 9일, 통합진보당 탈당
- 2014년 1월 13일, 정의당 입당
- 2016년 정의당 당무위원
- 2018년 8월 23일 정의당 탈당

## 가족 관계
- 배우자 조승수: 정당인 출신의 전직 동아대학교 정치외교학과 객원교수, 제17·18대 국회의원(지역구: 울산 북구)

## 역대 선거 결과
| 실시년도 | 선거      | 대수 | 직책   | 선거구     | 정당       | 득표수    | 득표율          | 순위         | 당락 | 비고           |
| -------- | --------- | ---- | ------ | ---------- | ---------- | --------- | --------------- | ------------ | ---- | -------------- |
| 2006년   | 지방 선거 | 4대  | 시의원 | 울산광역시 | 민주노동당 | 110,172표 | \| \| 26.79% \| | 비례대표 1번 |      | 초선, 민선 4기 |
|          | 26.79%    |      |        |            |            |           |                 |              |      |                |